# Raymond Douyère
Pour les articles homonymes, voir Douyère.
Raymond Douyère, né le 25 mai 1939 à Paris, est un homme politique français.

## Détail des fonctions et des mandats
Mandat local
- mars 1971 - mars 1977 : Maire de Bouloire
- mars 1977 - mars 1983 : Maire de Bouloire
- mars 1983 - mars 1989 : Maire de Bouloire
- mars 1989 - juin 1995 : Maire de Bouloire
- juin 1995 - avril 2000 : Maire de Bouloire
- mars 1994 - avril 2000 : Conseiller général du canton de Bouloire

Mandats parlementaires
- 26 juin 1981 - 1er avril 1986 : Député de la 2e circonscription de la Sarthe
- 16 mars 1986 - 14 mai 1988 : Député de la Sarthe
- 12 juin 1988 - 1er avril 1993 : Député de la 2e circonscription de la Sarthe
- 1er juin 1997 - 31 décembre 1999 : Député de la 2e circonscription de la Sarthe

Autres fonctions
- 1er janvier 2000 - 31 décembre 2009 : Membre du Conseil de la Politique Monétaire (B.D.F.)
- septembre 2006 - .... : Président de Géostratégies